# جيفري دامر
جيفري دامر (21 مايو 1960-28 نوفمبر 1994) هو قاتل متسلسل أمريكي كان يقتل الذكور الشباب واليافعين بصرف النظر عن جنسيتهم. معظم ضحاياه قتلهم خنقا ثم قام بتقطيع جثثهم وسلخ جلودهم والاحتفاظ بهياكلهم العظمية أو أجزاء منها، وفي بعض الأحيان كان يحتفظ بأجزاء كاملة من الجثة ويقوم بأكلها.
ارتكب جيفري جريمته الأولى في سن 18 وضحيته الأولى كانت في سن 19. كان هنالك الكثير من الاهتمام حول قصة صبي من أصول آسيوية في الرابعة عشر من عمره الذي بالكاد هرب من داره في العام 1991 ووجد في الشارع عاريا مع دامر، وعندما اعتقلته الشرطة أقرّ دامر بأن الفتى في التاسعة عشر من عمره وأنه شريكه وغادر الفتى مع دامر إلى منزله. بعد فترة قصيرة قتل الفتى واحتفظ دامر برأس الفتى كتذكار. كان دامر ابن لوالد كيميائي وكطفل كانت هوايته تشريح الحيوانات الميتة نتيجة حوادث على الطرقات ويفتح أجسادهم ليرى كيف سيكون شكلهم من الداخل.
وعندما كان مراهقا كان مدمنا للخمر ووحيدا تم طرده من الجامعة وأرغمه والده على الالتحاق بالجيش. بعد سنتين فقط تم طرده من الجيش نتيجة لإدمانه على الكحول. لم يكن دامر يرغب في لقاء والده لذا انتقل للعيش مع جدته التي جلس معها لمدة 6 سنوات. ثم طلبت منه جدته المغادرة من منزلها عندما اعتقل بتهمة التعري في العلن.
أُلقي القبض على دامر في العام 1991 عندما هرب أحد ضحاياه وأُدين ب 15 جريمة قتل. بعد إلقاء القبض عليه تمنى دامر الموت ولعن نفسه ندما على جرائمه. وفي 28 نوفمبر 1994 قُتل دامر على يد زميله في الزنزانة ومات نتيجة الإصابة البالغة في الرأس.

## الطفولة والنشأة
جيفري هو الابن الأكبر لليونيل دامر وجويس دامر (لاحقا تحول اسم الأم ل جويس أنيت)... ولد في ميلاواكي ويسكونسن سنة 1960.. لديه أخ وحيد أصغر منه يدعى ديفيد. جيفري كان طفلا عاديا يعاني من قلة الاهتمام من قِبل والدته ولم يظهر أي نبوغ أو ذكاء خلال دراسته. عانت أسرته من عديد المشاكل الأسرية أدت لاحقا إلى انفصال أبويه وقامت الأم بحضانة الأخ الأصغر ديفيد تاركة جيفري لأبيه وزوجة أبيه اللاحقة شيري. انفصال والديه أثّر سلباً على جيفري مما جعله مدمناً للكحول منذ سن مبكرة. اشتهر عن جيفري انعزاله عن أقرانه وعدم تكوين أي أصدقاء مقربين من الجنسين في كل مراحله الدراسية. لم يعرف لدامر أي ميول ناحية النساء منذ صغره وكان دوماً مثلي الميول حسب قوله.

## الجرائم والضحايا

### الجريمة الأولى: ستيفن هيكس 1978
كان الشاب ستيفن هيكس في ال18 من عمره يحاول أن يجد من يقله لمهرجان روك في حديقة شيبوا ليك بارك. انجذب جيفري له وحاول إغوائه لممارسة الجنس معه وقاده لمنزله ليقتله ضربا وخنقا، قام جيفري لاحقاً بفصل أعضاء الجثة وتحليلها وهرس عظامها ونثرها في حديقة منزل طفولته.

### الجريمة الثانية: ستيفن تيومي 1987
التقى جيفري بتيومي الذي كان في ال25 من عمره في حانة للمثليين في نوفمبر من عام 87، كان جيفري حينها يقيم مع جدته ولم يكن قد أفصح لها حينها عن نواياه المثلية فكان يقوم بلقاء أصدقائه خارج منزل جدته. كان جيفري مهووسا بتخدير ضحاياه واغتصابهم أثناء التخدير وقام بالفعل بمحاولة تخدير تيومي أثناء مكوثهم في فندق إمباسدور في ميلاوكي، بالخطأ شرب جيفري من نفس كأس تيومي الأمر الذي جعله لا يتذكر كيف تم القتل بشكل تام لكنه تذكر كيف تخلص من الجثة لاحقا. لم يُعثَر على أي بقايا من جثة تيومي لاحقا.

### الجريمة الثالثة: جيمس دوكستاتر 1988
التقى جيفري بدكوكستار في موقف باص أمام حانة للمثليين في ويسكونيسن وأغراه للذهاب معه. دوكستاتر كان من السكان الأصليين لأمريكا (هنود حمر) وكان طفلا يبلغ من العمر 14 عاما وقد هرب من والده العنيف ليلقى حتفه بعد يومين فقط من هروبه من المنزل. قُتل بطريقة جيفري التقليدية الخنق والضرب ولم يعثر على آثار له لاحقا.

### الجريمة الرابعة: ريتشارد غوريرو 1988
كان ريتشارد هو الإسباني الوحيد في قائمة ضحايا جيفري وكان يبلغ من العمر 22 سنة عند مقتله، أغراه جيفري ببعض المال ليأخذ له صور حميمية وأخذه لمنزل جدته وقتله في قبو منزلها. احتفظ بجسمه في الأحماض لمدة شهور قبل أن يتحلل ويتخلص من بقاياه.

### الجريمة الخامسة: أنثوني سيرس 1989
أنثوني سيرس الشاب ذو ال24 عاما كان أول الضحايا الأمريكيين الأفارقة في قائمة جيفري كما كان الأخير الذي يتم قتله في منزل جدة جيفري، أيضا هو أول ضحية يتم استرداد بعض أجزاء جثته.. بعد أن اغتصبه وقتله جيفري دامر احتفظ بجمجمته وبعض من أعضائه التناسلية.

### الجريمة السادسة: رايموند سميث 1990
رايموند كان شابا أسود في ال32 من عمره حين التقى دامر، رايموند كان شابا يعمل في مجال الدعارة المثلية وهو أول من قتل في شقة جيفري الأخيرة في شقق إكسفورد. قُتل بالطريقة التقليدية من تخدير ثم اغتصاب ثم خنق وتقطيع. عُثِر على جمجمته لاحقا.

### الجريمة السابعة: إدوارد سميث 1990
التقى جيفري بإدوارد في إحدى النوادي واصطحبه لشقته، كان إدوارد في ال27 من عمره. احتفظ جيفري بجثته في البراد لعدة شهور لكن انتهى به المطاف لتدمير الجثة ولم يُعثَر على أي أجزاء منه.

### الجريمة الثامنة: أرنيست ماركيز 1990
في سبتمبر 90 التقى دامر بأرنيست ماركيز في إحدى دكاكين بيع الكتب، أرنيست كان في ال22 من عمره وكان طالبا في مدرسة رقص. نظراً لقوته الجسدية لم يستطع دامر قتله خنقا وعوضا عن ذلك قام بقطع رقبته وتركه ينزف حتى الموت. لم يقم دامر بالتخلص أو تحليل جثة أرنيست كباقي الضحايا بل احتفظ بها كاملة وقام بتقطيعها وهي أول جثة بدأ جيفري بممارسة أكل لحوم البشر عليها حيث أكل قلب أرنيست وأجزاء أخرى من جسده.

### الجريمة التاسعة: ديفيد توماس 1990
في نفس شهر سبتمبر 90 قام جيفري بجريمة أخرى وهي قتل ديفيد توماس، ديفيد توماس كان أيضا في ال22 من عمره. أغواه جيفري وخدّره لكن على عكس باقي الضحايا لم يغتصبه حيا أو ميتا لأنه لم يعجبه على حسب قوله. تم التخلص من الجثة تماما.

### الجريمة العاشرة: كورتيس سكواتر 1991
كورتيس سكواتر كان طفلا في ال17 من عمره ويدرس التمريض، أغواه جيفري بالذهاب لشقته ليقوم بتصويره صور عارية مقابل بعض المال. لينتهي الأمر بتخديره واغتصابه وتقطيعه، احتفظ جيفري بأعضائه الجنسية وجمجمته.

### الجريمة الحادية عشر: إيرول ليندسي 1991
إيرول ليندسي كان في ال19 من عمره حين التقى جيفري دامر في أبريل 91. أغواه جيفري بالذهاب لشقته وقام بتخديره. قام جيفري بتجربة جديدة مع إيرول وهي شق جمجته وهو حي ليقوم بملأ الدماغ بحامض الهيدروكلوريك لخلق «زومبي حي» على حد وصفه. لم تنجح التجربة وقام بتقطيع الجثة والاحتفاظ بعض أجزائه وجمجمته.

### الجريمة الثانية عشر: أنثوني هيوز 1991
كان أنثوني في ال31 من عمره وكان شخصا أصم وأبكم. استدرجه جيفري لشقته في مايو 91 وقتله ضربا وخنقا وترك جثته لمدة ثلاثة أيام قبل أن يقوم بتقطيعها.

### الجريمة الثالثة عشر: كونراك سينثاسيمفون 1991
كانت جريمة قتل كونراك هي الأبشع بين كل جرائم جيفري، بعد أربعة أيام فقط من قتل أنثوني، كونراك كان طفلا مهاجرا من لاوس يبلغ من العمر 14 عاما حينما قتل على يد جيفري، أدين جيفري سابقا بتهمة التحرش بأخيه الأكبر سنا وقضى عام في السجن. قام جيفري بتخدير كونراك وحقن رأسه بالهيدروكلوريك قبل أن يغادر لإحضار بعض البيرة. المفاجأة كانت في يقظة الطفل ومغادرته لشقة جيفري ليسقط أمام المبنى غير واعٍ لتجده ثلاثة نساء وحاولن إنقاذه واتصلن بالشرطة لتأتي الشرطة فعلاً . حينها وصل دامر ووجد النسوة ومعهن الشرطة والطفل الغائب عن الوعي، ادّعى دامر أن الطفل ليس بقاصر وأنه يبلغ من العمر 18 عاما وأنه حبيبه الذي يعيش معه وتحت ذهول النسوة سمحت الشرطة لدامر بأخذ الطفل والعودة به لشقته ليقوم بتقطيعه لاحقا.

### الجريمة الرابعة عشر: مات تيرنر 1991
كان مات تيرنر في العشرين من عمره حين التقى جيفري في مظاهرة للمثليين في شيكاغو ليقنعه جيفري بالذهاب معه إلى ويسكونسن ليخنقه ويقتله لاحقا. قام القاتل بوضع أجزائه الداخلية داخل برميل من الحمض لتحليلها.

### الجريمة الخامسة عشر: جيريمي وينبيرغر 1991
في يوليو 91 التقى جيفري بجيريمي البورتريكي الأصل ذو ال23 عاما. بعد تخديره قام بحقن جمجمته بماء مغلي، قام دامر بوصف موت جيريمي بالاستثنائي حيث أنه ضحيته الوحيدة التي ماتت بأعين مفتوحة. احتفظ بجثته في الحمام لمدة أسبوع قبل أن يقوم بتقطيعها.

### الجريمة السادسة عشر: أوليفر جيمس 1991
في يوليو 91 أيضا تعرف جيفري على أوليفر جيمس مختص كمال الأجسام ذو ال24 عاما. قام بتخديره وخنقه بواسطة حزام جلدي. وجد رأسه وقلبه في براد جيفري حينما ألقي القبض عليه لاحقا.

### الجريمة السابعة عشر: جوزيف برادهوفت 1991
جوزيف كان من مينيسوتا ويبلغ من العمر 25 عاما وهو آخر ضحايا جيفري في 19 يوليو 91. كان أب لثلاثة أطفال وكان يبحث عن عمل في ويسكونيسن وأغراه جيفري ببعض المال مقابل بعض الصور. قُتل وتُرك في سرير جيفري لمدة يومين.

## القبض عليه ومحاكمته
في ال22 من يوليو 1991 التقى جيفري ثلاثة مثليين عرض عليهم أن يأخذ أحدهم لالتقاط بعض الصور الخليعة مقابل 100 دولار... وافق أحدهم ويُدعى تريسي إدواردز في الذهاب معه. بعد دخول تريسي لشقة جيفري لاحظ عديد من بقع الدماء وروائح كريهة لا تطاق تنبعث من الشقة فلم يشعر بالراحة من المكان وطلب من جيفري المغادرة ولم يسمح له بذلك وقام بتقييد إحدى يديه بالأصفاد، شعر تريسي بالخطر وقرر مسايرة جيفري حتى يتمكن من الهرب وبعد قليل من الوقت من إقناع جيفري أنه سيظل معه لتلك الليلة والسماح له بتصويره شبه عاري قام بعدها تريسي بضرب جيفري والهرب من الشقة.
بعد هروبه وجد تريسي دورية للشرطة وأبلغهم بما حدث وأن جيفري يحاول قتله فاصطحبوه معهم إلى الشقة التي تعرض فيها للحادثة حيث تفاجئو بعد دخولهم للشقة بالرائحة الكريهة والدماء المنتشرة، بعد قليل من التفتيش وجد الضباط صور لجثث مقطعة وصور لجيفري وهو يقوم بتقطيع ضحاياه في مراحل مختلفة مما قاد للقبض عليه.
قام جيفري بالاعتراف بكل جرائمه والإرشاد إلى كل بقايا ضحاياه وأوضح كيف قام بتلك الجرائم وأكد أنه يستحق الإعدام وطالب به، لكن جريمة الإعدام غير موجودة ولاية ويسكونسن لذلك حكم عليه بالمؤبد في 15 جريمة قتل من الدرجة الأولى أو ما يفوق ال900 سنة من السجن وذلك في يناير من عام 92.

## وفاته
توفي جيفري في 28 نوفمبر 1994 في سجن كولومبيا الإصلاحي بعد أن ضربه زميله في الزنزانة كريستوفر سكارفر بقضيب من الحديد حتى الموت، أسرع بجيفري للمستشفى لكنه فارق الحياة. أبلغ سكارفر السلطات أن جيفري لم يصرخ ولم يبالي أثناء ضربه حتى الموت، وأن الله أخبره أن يفعل ذلك، وأنه غير نادم على قتله. أحرقت جثة جيفري دامر بناء على وصيته والتي تضمنت أيضاً أن لا يبنى له قبر ولا يقام له شاهد.

## روابط خارجية
- جيفري دامر على موقع IMDb (الإنجليزية)
- جيفري دامر على موقع الموسوعة البريطانية (الإنجليزية)
- جيفري دامر على موقع ميوزك برينز (الإنجليزية)
- جيفري دامر على موقع إن إن دي بي (الإنجليزية)
- جيفري دامر على موقع ديسكوغز (الإنجليزية)
- جيفري دامر على موقع قاعدة بيانات الفيلم (الإنجليزية)